# Szalagos zöldike
A szalagos zöldike (Chloris sinica) a madarak osztályának verébalakúak (Passeriformes) rendjébe és a pintyfélék (Fringillidae) családjába tartozó faj.

## Előfordulás
Oroszország, Kína, Japán, Észak-Korea, Dél-Korea, Mongólia és az Amerikai Egyesült Államok területén él.

## Alfajok
- Chloris sinica ussuriensis - Kína északkeleti része, a Koreai-félsziget és Kelet-Szibéria
- Chloris sinica kawarahiba - Kamcsatka, a Kuril-szigetek és Hokkaidó északkeleti része
- Chloris sinica minor - Hokkaidó déli része, Honsú és Kjúsú
- Chloris sinica kittlitzi - Bonin-szigetek és Iwo Jima
- Chloris sinica sinica - Kína középső és keleti része és Vietnám

|  |

## Megjelenés
Testhossza 14 centiméter.

## Életmód
Főleg magokkal táplálkozik.

## Szaporodás

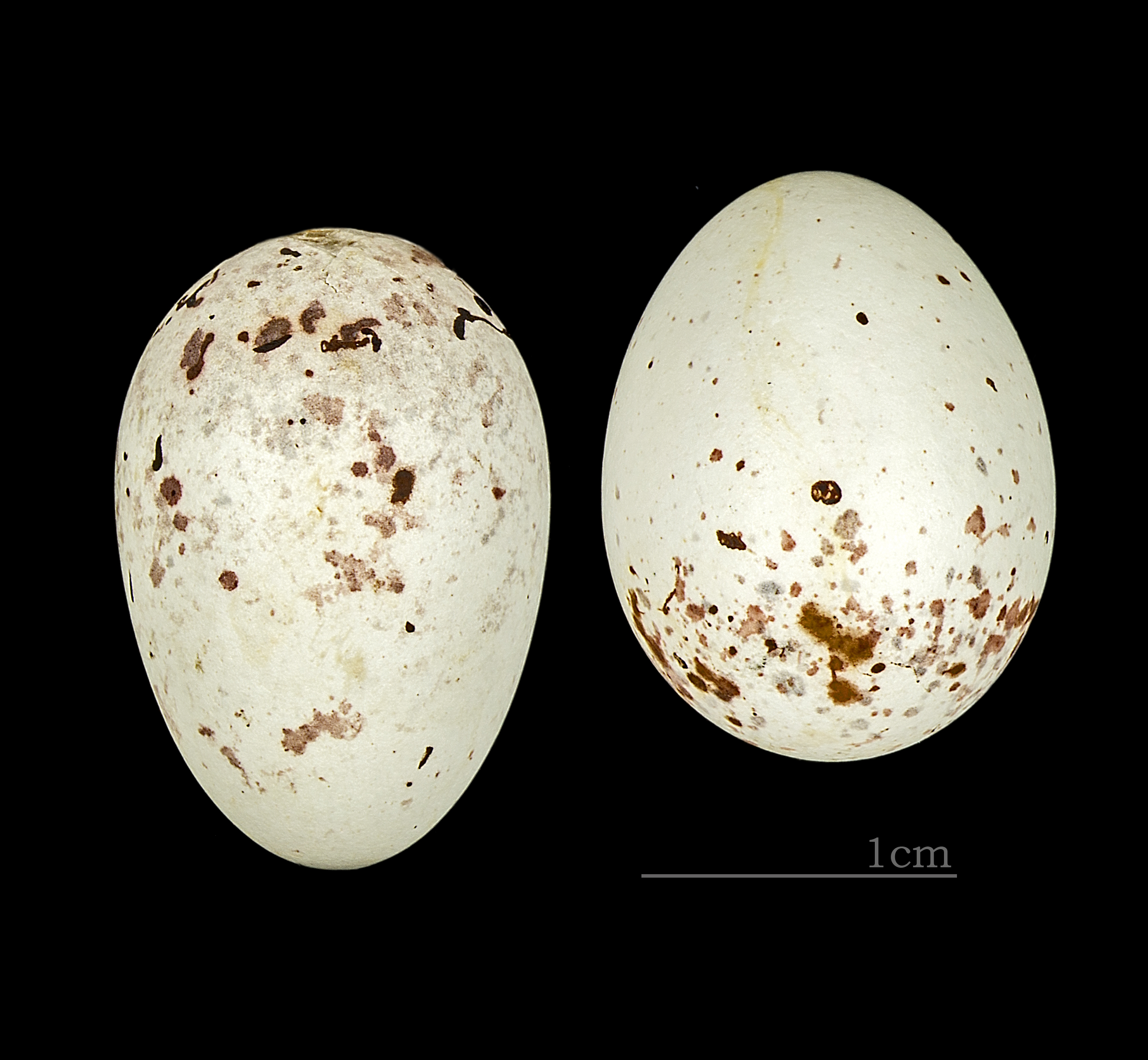
Szalagos zöldike

Fészekalja 3-5 tojásból áll.